# Euroligue féminine de basket-ball 2000-2001
Navigation
1999-2000 2001-2002
L’Euroligue 2000-2001 est la 43e édition de l’Euroligue féminine, la cinquième sous cette dénomination. Elle met aux prises les seize meilleures équipes de basket-ball du continent européen.
Le CJM Bourges, finaliste de l'édition précédente, remporte la compétition pour la troisième fois de son histoire après avoir battu l'US Valenciennes en finale.

## Équipes participantes et groupes
| Groupe A CJM Bourges Lotos Gdynia Galatasaray İstanbul ŽBK Dynamo Moscou | Groupe B Panathinaïkos Athènes BK Brno MiZo Pécs GoldZack Wuppertal | Groupe C Sporting Athènes Priolo SCP Ružomberok Valenciennes | Groupe D Côme Ramla Sopron LT Vilnius |

## Déroulement

### 1ertour

#### Groupe A
Classement
| Rang | Equipe                | Pts | J | V | D | Bp  | Bc  | Diff |
| ---- | --------------------- | --- | - | - | - | --- | --- | ---- |
| 1    | Galatasaray I.stanbul | 11  | 6 | 5 | 1 | 421 | 381 |      |
| 2    | Lotos Gdynia          | 10  | 6 | 4 | 2 | 490 | 475 |      |
| 3    | CJM Bourges Basket    | 9   | 6 | 3 | 3 | 443 | 424 |      |
| 4    | ŽBK Dynamo Moscou     | 6   | 6 | 0 | 6 | 420 | 494 |      |

#### Groupe B
Classement
| Rang | Equipe                | Pts | J | V | D | Bp  | Bc  | Diff |
| ---- | --------------------- | --- | - | - | - | --- | --- | ---- |
| 1    | MiZo Pécs             | 12  | 6 | 6 | 0 | 448 | 321 |      |
| 2    | BK Brno               | 10  | 6 | 4 | 2 | 445 | 392 |      |
| 3    | GoldZack Wuppertal    | 8   | 6 | 2 | 4 | 377 | 392 |      |
| 4    | Panathinaïkos Athènes | 6   | 6 | 0 | 6 | 360 | 525 |      |

#### Groupe C
Classement
| Rang | Equipe                              | Pts | J | V | D | Bp  | Bc  | Diff |
| ---- | ----------------------------------- | --- | - | - | - | --- | --- | ---- |
| 1    | Union Sportive Valenciennes Olympic | 12  | 6 | 6 | 0 | 522 | 393 |      |
| 2    | SCP Ruzomberok                      | 9   | 6 | 3 | 3 | 549 | 446 |      |
| 3    | GS Trogylos Basket Priolo           | 8   | 6 | 2 | 4 | 410 | 537 |      |
| 4    | Sporting Athènes                    | 7   | 6 | 1 | 5 | 385 | 490 |      |

#### Groupe D
Classement
| Rang | Equipe              | Pts | J | V | D | Bp  | Bc  | Diff |
| ---- | ------------------- | --- | - | - | - | --- | --- | ---- |
| 1    | Côme                | 11  | 6 | 5 | 1 | 475 | 414 |      |
| 2    | Sopron              | 10  | 6 | 4 | 2 | 489 | 423 |      |
| 3    | LT Vilnius          | 9   | 6 | 3 | 3 | 345 | 351 |      |
| 4    | Elitzur Delek Ramla | 6   | 6 | 0 | 6 | 314 | 435 |      |

### 2etour
les deux premiers du groupe A rencontrent les deux derniers du groupe B.
les deux premiers du groupe B rencontrent les deux derniers du groupe A.
les deux premiers du groupe C rencontrent les deux derniers du groupe D.
les deux premiers du groupe D rencontrent les deux derniers du groupe C.

#### Groupe E
Classement
| Rang | Equipe                | Pts | J | V | D  | Bp  | Bc  | Diff |
| ---- | --------------------- | --- | - | - | -- | --- | --- | ---- |
| 1    | Lotos Gdynia          | 18  | 6 | 8 | 2  | 850 | 741 |      |
| 2    | Galatasaray I.stanbul | 17  | 6 | 7 | 3  | 703 | 630 |      |
| 3    | GoldZack Wuppertal    | 14  | 6 | 4 | 6  | 659 | 681 |      |
| 4    | Panathinaïkos Athènes | 10  | 6 | 0 | 10 | 593 | 878 |      |

#### Groupe F
Classement
| Rang | Equipe             | Pts | J | V  | D  | Bp  | Bc  | Diff |
| ---- | ------------------ | --- | - | -- | -- | --- | --- | ---- |
| 1    | MiZo Pécs          | 20  | 6 | 10 | 0  | 730 | 546 |      |
| 2    | BK Brno            | 17  | 6 | 7  | 3  | 756 | 650 |      |
| 3    | CJM Bourges Basket | 14  | 6 | 4  | 6  | 698 | 700 |      |
| 4    | ŽBK Dynamo Moscou  | 10  | 6 | 0  | 10 | 648 | 811 |      |

#### Groupe G
Classement
| Rang | Equipe                              | Pts | J | V  | D  | Bp  | Bc  | Diff |
| ---- | ----------------------------------- | --- | - | -- | -- | --- | --- | ---- |
| 1    | Union Sportive Valenciennes Olympic | 20  | 6 | 10 | 0  | 880 | 619 |      |
| 2    | SCP Ruzomberok                      | 17  | 6 | 7  | 3  | 904 | 752 |      |
| 3    | LT Vilnius                          | 13  | 6 | 3  | 7  | 634 | 697 |      |
| 4    | Elitzur Delek Ramla                 | 10  | 6 | 0  | 10 | 557 | 802 |      |

#### Groupe H
Classement
| Rang | Equipe                    | Pts | J | V | D | Bp  | Bc  | Diff |
| ---- | ------------------------- | --- | - | - | - | --- | --- | ---- |
| 1    | Côme                      | 19  | 6 | 9 | 1 | 845 | 673 |      |
| 2    | Sopron                    | 18  | 6 | 8 | 2 | 850 | 670 |      |
| 3    | GS Trogylos Basket Priolo | 12  | 6 | 2 | 8 | 666 | 928 |      |
| 4    | Sporting Athènes          | 11  | 6 | 1 | 9 | 635 | 830 |      |

### Huitièmes de finale
Les équipes s'affrontent au meilleur des trois manches. Le match aller ainsi que la belle éventuelle se jouent chez l'équipe la mieux classée lors du deuxième tour, le match retour chez l'équipe la moins bien classée.
| Équipe | Équipe                     | Score | Équipe                     | Équipe | Aller     | Retour   | Belle    |
| ------ | -------------------------- | ----- | -------------------------- | ------ | --------- | -------- | -------- |
| E1     | Lotos VBW Clima Gdynia     | 2 - 0 | Sporting Flash Athènes     | H4     | 146* - 39 | 87 - 62* |          |
| E2     | Galatasaray Istanbul       | 2 - 0 | Isab Energy Priolo         | H3     | 69* - 49  | 70 - 63* |          |
| H2     | Gysev Ringa Sopron         | 2 - 1 | GoldZach Wuppertal         | E3     | 84* - 70  | 58 - 79* | 81* - 58 |
| H1     | Società Ginnastica Comense | 2 - 0 | Panathinaïkós Athènes      | E4     | 99* - 51  | 87 - 53* |          |
| F1     | MiZo Pécs                  | 2 - 0 | Elitzur Ramla              | G4     | 81* - 63  | 78 - 64* |          |
| F2     | Gambrinus BVV Brno         | 2 - 0 | Lietuvos Telekomas Vilnius | G3     | 76* - 56  | 69 - 60* |          |
| G2     | SCP Ružomberok             | 0 - 2 | CJM Bourges Basket         | F3     | 69* - 79  | 65 - 84* |          |
| G1     | US Valenciennes Olympic    | 2 - 0 | ŽBK Dynamo Moscou          | F4     | 97* - 55  | 80 - 72* |          |

### Quarts de finale
Les équipes s'affrontent au meilleur des trois manches. Le match aller ainsi que la belle éventuelle se jouent chez l'équipe la mieux classée lors du deuxième tour, le match retour chez l'équipe la moins bien classée.
| Équipe | Équipe                     | Score | Équipe               | Équipe | Aller    | Retour   | Belle    |
| ------ | -------------------------- | ----- | -------------------- | ------ | -------- | -------- | -------- |
| E1     | Lotos VBW Clima Gdynia     | 1 - 2 | Gambrinus BVV Brno   | F2     | 76* - 71 | 61 - 81* | 64* - 80 |
| F1     | MiZo Pécs                  | 2 - 0 | Galatasaray Istanbul | E2     | 73* - 58 | 54 - 52* |          |
| H1     | Società Ginnastica Comense | 1 - 2 | CJM Bourges Basket   | F3     | 68* - 57 | 74 - 83* | 53* - 56 |
| G1     | US Valenciennes Olympic    | 2 - 0 | Gysev Ringa Sopron   | H2     | 70* - 67 | 85 - 68* |          |

### Final Four
Le Final Four se déroule à Messine (Italie) et voit s'affronter les quatre vainqueurs des quarts de finale.

#### Tableau
|  | Demi-finales            | Demi-finales            | Demi-finales          | Demi-finales          |                               |                         | Finale                | Finale                | Finale                | Finale                |
|  |                         |                         |                       |                       |                               |                         |                       |                       |                       |                       |
|  | 20 avril 2001 à 18h00   | 20 avril 2001 à 18h00   | 20 avril 2001 à 18h00 | 20 avril 2001 à 18h00 |                               |                         | 22 avril 2001 à 19h00 | 22 avril 2001 à 19h00 | 22 avril 2001 à 19h00 | 22 avril 2001 à 19h00 |
|  | Gambrinus BVV Brno      | Gambrinus BVV Brno      | 45                    | 45                    |                               |                         | 22 avril 2001 à 19h00 | 22 avril 2001 à 19h00 | 22 avril 2001 à 19h00 | 22 avril 2001 à 19h00 |
|  | Gambrinus BVV Brno      | Gambrinus BVV Brno      | 45                    | 45                    |                               |                         | 22 avril 2001 à 19h00 | 22 avril 2001 à 19h00 | 22 avril 2001 à 19h00 | 22 avril 2001 à 19h00 |
|  | US Valenciennes Olympic | US Valenciennes Olympic | 65                    | 65                    |                               |                         | 22 avril 2001 à 19h00 | 22 avril 2001 à 19h00 | 22 avril 2001 à 19h00 | 22 avril 2001 à 19h00 |
|  | US Valenciennes Olympic | US Valenciennes Olympic | 65                    | 65                    | US Valenciennes Olympic       | US Valenciennes Olympic | 71                    | 71                    |                       |                       |
|  | 20 avril 2001 à 20h30   |                         |                       |                       | US Valenciennes Olympic       | US Valenciennes Olympic | 71                    | 71                    |                       |                       |
|  |                         |                         | CJM Bourges Basket    | CJM Bourges Basket    | 73                            | 73                      |                       |                       |                       |                       |
|  | MiZo Pécs               | MiZo Pécs               | CJM Bourges Basket    | CJM Bourges Basket    | 73                            | 73                      | 52                    | 52                    |                       |                       |
|  | MiZo Pécs               | MiZo Pécs               |                       |                       |                               |                         |                       | 52                    |                       |                       |
|  | CJM Bourges Basket      | CJM Bourges Basket      | 62                    | 62                    |                               |                         |                       |                       |                       |                       |
|  | CJM Bourges Basket      | CJM Bourges Basket      | 62                    | 62                    | Match pour la troisième place |                         |                       |                       |                       |                       |
|  |                         |                         |                       |                       |                               |                         |                       |                       |                       |                       |
|  | 22 avril 2001 à 16h30   |                         |                       |                       |                               |                         |                       |                       |                       |                       |
|  | Gambrinus BVV Brno      | Gambrinus BVV Brno      | 58                    | 58                    |                               |                         |                       |                       |                       |                       |
|  | Gambrinus BVV Brno      | Gambrinus BVV Brno      | 58                    | 58                    |                               |                         |                       |                       |                       |                       |
|  | MiZo Pécs               | MiZo Pécs               | 66                    | 66                    |                               |                         |                       |                       |                       |                       |
|  | MiZo Pécs               | MiZo Pécs               | 66                    | 66                    |                               |                         |                       |                       |                       |                       |

#### Finale
| 22 avril 2001 19h00 CEST | Stats | US Valenciennes Olympic                                          | 71-73                               | CJM Bourges Basket                                                          |  | Messine, Italie Affluence : 3 500 Arbitres : Nikolaos Zavlanos, Ilija Belosevic |
| 22 avril 2001 19h00 CEST | Stats | Score par quart-temps : 19-13, 16-27, 21-15, 15-18               |                                     |                                                                             |  | Messine, Italie Affluence : 3 500 Arbitres : Nikolaos Zavlanos, Ilija Belosevic |
| 22 avril 2001 19h00 CEST | Stats | Score par mi-temps : 35-40, 36-33                                |                                     |                                                                             |  | Messine, Italie Affluence : 3 500 Arbitres : Nikolaos Zavlanos, Ilija Belosevic |
| 22 avril 2001 19h00 CEST | Stats | Ann Wauters, 22 Ann Wauters, 7 trois joueuses, 1 Ann Wauters, 29 | Points Rebonds Passes d. Évaluation | Cathy Melain, 18 Ilona Korstine, 6 Yannick Souvré, 4 Melain et Korstine, 13 |  | Messine, Italie Affluence : 3 500 Arbitres : Nikolaos Zavlanos, Ilija Belosevic |

### Vainqueur
| Vainqueur de l'Euroligue 2000-2001 CJM Bourges Basket 3e victoire |

## Statistiques
- Meilleure marqueuse :  Ann Wauters
- Meilleure rebondeuse :  Malgorzata Dydek
- Meilleure passeuse :  Iveta Bielikova